# Cordia cicatricosa
Cordia cicatricosa là loài thực vật có hoa trong họ Mồ hôi. Loài này được L.O.Williams mô tả khoa học đầu tiên năm 1964.